# Robert Frost
Robert Frost (San Francisco, Kalifornia, 1874. március 26. – Boston, Massachusetts, 1963. január 29.) amerikai költő.

## Élete, munkássága
San Franciscóban született William Prescott Frost újságíró és a skót származású Isabelle Moodie gyermekeként. Tizenegy éves volt, mikor édesapja elhunyt. Édesanyja tanítónő volt, jó iskolákba járatta, Frost mégis félbehagyta egyetemi tanulmányait – textilgyárban, malomban dolgozott. 1897-ben beiratkozott a Harvard Egyetemre, két év után azonban otthagyta – volt cipész, tanító. Végül nagyapja vett neki egy farmot. Megnősült, gazdálkodással tartotta el családját. 1911-ben eladta birtokát, a következő évben Angliába költözött családjával. Első kötete 1913-ban jelent meg Egy fiú akarata (A Boy's Will) címmel, 1914-ben pedig ugyanitt adta ki Bostontól északra (North of Boston) című kötetét. Megismerkedett az éppen Londonban tartózkodó Ezra Pounddal, aki bemutatta Yeatsnek és az imagistáknak. A világháború kitörése miatt 1915-ben visszatért Amerikába - ekkor már ismert költő volt. Négyszer kapott Pulitzer-díjat, negyvennégy egyetem díszdoktori címével büszkélkedhetett. Magánélete azonban nem volt válságoktól mentes: felesége 1938-ban meghalt, fia 1940-ben öngyilkos lett.
Frost személyiségének és költészetének legfőbb jellemzője az önfegyelem és az elszántság. Lírája konzervatív. Érzelmeit elrejti, ámde nem riad meg a tanulságok kimondásától.

## Magyarul
- Robert Frost versei; vál., utószó Imreh András, ford. Eörsi István et al.; Európa, Bp., 1998 (Lyra Mundi)